# Phytomyza dioni
Phytomyza dioni är en tvåvingeart som beskrevs av Stéphanie Boucher och Wheeler 2001. Phytomyza dioni ingår i släktet Phytomyza och familjen minerarflugor.
Artens utbredningsområde är Yukon. Inga underarter finns listade i Catalogue of Life.